# Jesse Bledsoe
Jesse Bledsoe (Culpeper megye, 1776. április 6. – Nacogdoches, 1836. június 25.) az Amerikai Egyesült Államok szenátora (Kentucky, 1813–1814).